# Riudaura
Riudaura település Spanyolországban, Girona tartományban. Riudaura La Vall de Bianya, Olot, La Vall d’en Bas, Vidrà, Vallfogona de Ripollès és Sant Joan de les Abadesses községekkel határos. Lakosainak száma 529 fő (2024).

## Népesség
A település népessége az elmúlt években az alábbi módon változott:
| Lakosok száma | 522  | 1111 | 765  | 638  | 386  | 406  | 443  | 463  | 478  | 529  |
|               | 1717 | 1887 | 1936 | 1960 | 1986 | 2004 | 2009 | 2014 | 2019 | 2024 |